# Elisabeth Kirchler
Elisabeth Kirchler (ur. 17 listopada 1963 w Lanersbach) – austriacka narciarka alpejska, wicemistrzyni świata.

## Kariera
Pierwsze punkty do klasyfikacji generalnej Pucharu Świata wywalczyła 8 stycznia 1981 roku w Pfronten, zajmując jedenaste miejsce w zjeździe. Na podium zawodów tego cyklu po raz pierwszy stanęła 6 marca 1981 roku w Aspen, wygrywając rywalizację w tej samej konkurencji. W zawodach tych wyprzedziła Regine Mösenlechner z RFN i Cindy Nelson z USA. Łącznie 13 razy stawała na podium zawodów pucharowych, odnosząc przy tym kolejne trzy zwycięstwa: 8 grudnia 1982 roku w Val d’Isère była najlepsza w kombinacji, a 22 stycznia 1983 roku w Megève i 21 grudnia 1984 roku w Santa Caterina triumfowała w zjazdach. Najlepsze wyniki osiągnęła w sezonie 1982/1983, kiedy zajęła czwarte miejsce w klasyfikacji generalnej, w klasyfikacji kombinacji była druga, a w klasyfikacji zjazdu zajęła trzecie miejsce.
W 1985 roku wystartowała na mistrzostwach świata w Bormio, gdzie wywalczyła srebrny medal w gigancie. Rozdzieliła tam na podium dwie reprezentantki USA: Diann Roffe i Evę Twardokens. Był to jej jedyny medal wywalczony na międzynarodowej imprezie tej rangi. Była też między innymi szósta w zjeździe i ósma w gigancie na rozgrywanych trzy lata wcześniej mistrzostwach świata w Schladming. W 1984 roku wystartowała na igrzyskach olimpijskich w Sarajewie, gdzie była dziewiąta w zjeździe, a rywalizacji w gigancie nie ukończyła. Brała też udział w igrzyskach w Calgary w 1988 roku, zajmując ósmą pozycję w zjeździe i piętnastą w supergigancie.
W 1989 roku zakończyła karierę.

## Osiągnięcia

### Igrzyska olimpijskie
| Miejsce | Dzień     | Rok  | Miejscowość | Konkurencja | Czas biegu | Strata | Zwyciężczyni     |
| ------- | --------- | ---- | ----------- | ----------- | ---------- | ------ | ---------------- |
| DNF1    | 13 lutego | 1984 | Sarajewo    | Gigant      | 2:20,98    | -      | Debbie Armstrong |
| 9.      | 16 lutego | 1984 | Sarajewo    | Zjazd       | 1:13,36    | +1,19  | Michela Figini   |
| 8.      | 19 lutego | 1988 | Calgary     | Zjazd       | 1:25,86    | +1,33  | Marina Kiehl     |
| 15.     | 22 lutego | 1988 | Calgary     | Supergigant | 1:19,03    | +2,13  | Sigrid Wolf      |

### Mistrzostwa świata
| Miejsce | Dzień    | Rok  | Miejscowość   | Konkurencja | Czas biegu | Strata | Zwyciężczyni    |
| ------- | -------- | ---- | ------------- | ----------- | ---------- | ------ | --------------- |
| 8.      | 2 lutego | 1982 | Schladming    | Gigant      | 2:37,17    | +2,46  | Erika Hess      |
| 6.      | 4 lutego | 1982 | Schladming    | Zjazd       | 1:37,47    | +0,77  | Gerry Sorensen  |
| 12.     | 3 lutego | 1985 | Bormio        | Zjazd       | 1:26,96    | +2,41  | Michela Figini  |
| DNF     | 4 lutego | 1985 | Bormio        | Kombinacja  | 18,72 pkt  | -      | Erika Hess      |
| 2.      | 6 lutego | 1985 | Bormio        | Gigant      | 2:18,53    | +0,60  | Diann Roffe     |
| DNF     | 3 lutego | 1987 | Crans-Montana | Supergigant | 1:19,17    | -      | Maria Walliser  |
| DNF     | 5 lutego | 1987 | Crans-Montana | Gigant      | 2:21,22    | -      | Vreni Schneider |
| 22.     | 5 lutego | 1989 | Vail          | Zjazd       | 1:46,50    | +2,74  | Maria Walliser  |

### Puchar Świata

#### Miejsca w klasyfikacji generalnej
- sezon 1980/1981: 33.
- sezon 1981/1982: 27.
- sezon 1982/1983: 4.
- sezon 1983/1984: 10.
- sezon 1984/1985: 7.
- sezon 1985/1986: 31.
- sezon 1986/1987: 16.
- sezon 1987/1988: 26.
- sezon 1988/1989: 29.

#### Miejsca na podium w zawodach Pucharu Świata
1. Aspen – 6 marca 1981 (zjazd) – 1. miejsce
2. Val d’Isère – 8 grudnia 1982 (kombinacja) – 1. miejsce
3. Megève – 22 stycznia 1983 (zjazd) – 1. miejsce
4. Les Diablerets – 29 stycznia 1983 (zjazd) – 2. miejsce
5. Les Diablerets – 30 stycznia 1983 (kombinacja) – 3. miejsce
6. Sarajewo – 5 lutego 1983 (zjazd) – 2. miejsce
7. Megève – 28 stycznia 1984 (zjazd) – 2. miejsce
8. Saint-Gervais – 29 stycznia 1984 (kombinacja) – 2. miejsce
9. Mont-Sainte-Anne – 4 marca 1984 (supergigant) – 2. miejsce
10. Santa Caterina – 21 grudnia 1984 (zjazd) – 1. miejsce
11. Saint-Gervais – 21 stycznia 1985 (gigant) – 2. miejsce
12. Megève – 25 stycznia 1986 (supergigant) – 2. miejsce
13. Vail – 13 marca 1987 (zjazd) – 2. miejsce